# Svojetín
Svojetín (deutsch Swojetin) ist eine Gemeinde in Tschechien. Sie liegt 13 Kilometer nordwestlich von Rakovník und gehört zum Okres Rakovník.

## Geographie
Svojetín befindet sich im Rakonitzer Hügelland am Übergang von der Kryrská pahorkatina (Kriegerner Hügelland) zur Rakovnická kotlina (Rakonitzer Kessel). Das Dorf liegt am rechten Ufer des Baches Černocký potok. Gegen Norden erstreckt sich der Naturpark Džbán. Östlich erhebt sich der Na Rovinách (431 m), im Süden der Kamenný vrch (410 m) und der Cikán (437 m), südwestlich der Červený vršek (422 m), im Westen der Červený vrch (397 m) und die Dubina (399 m) sowie nordwestlich der Černocký vrch (420 m). Durch Svojetín führt die Staatsstraße II/227 zwischen Rakovník und Žatec, von der im Ort die II/221 nach Podbořany abzweigt. Am östlichen Ortsrand verläuft die Bahnstrecke Rakovník–Louny, der Bahnhof Svojetín liegt nordöstlich des Dorfes auf freiem Feld.
Nachbarorte sind Nová Hospoda, Nedvídkov, Sádek, Deštnice und Nečemice im Norden, Janov und Kounov im Nordosten, Povlčín und Milostín im Osten, Krupá, Nesuchyně, V Kozlově, Nový Dvůr und Chrášťany im Südosten, Rozkoš, Kněževes, Veclov und Hořesedly im Süden, Heřmanov, Hokov, Nová Ves und Děkov im Südwesten, Vlkov im Westen sowie Malá Černoc und Velká Černoc im Nordwesten.

## Geschichte
Archäologische Funde hinter dem Haus Nr. 59, darunter eine Steinaxt, belegen eine Besiedlung in der Jungsteinzeit.
Nach der volkstümlichen Überlieferung soll nach der slawischen Landnahme ein Svojata an der Grenze des Stammesgebietes der Přemysliden mit dem der angriffslustigen Lutschanen eine Feste erbaut haben, in deren Schutz das Dorf entstanden sein soll.
Die erste schriftliche Erwähnung von Svojetín erfolgte 1250 in einer Besitzbestätigungsurkunde des Papstes Innozenz IV. für das Zisterzienserkloster Plasy. Svojetín gehörte jedoch nicht dem Kloster und war ein freies Dorf. Im Jahre 1318 ist ein Jenec von Svojetín als Besitzer erwähnt. Zum Ende des 14. Jahrhunderts gehörte das Gut Wenzel, genannt Klečka von Svojetín und seiner Frau Anna von Janowitz. Deren Sohn Wenzel Klečka d. J. wurde 1407 zunächst wegen eines Sakrilegs gefangen genommen und nach seiner Freilassung zum Ende desselben Jahres erneut wegen eines Diebstahls. Wenig später erwarb die Kirche Allerheiligen auf der Prager Burg das Gut. König Sigismund überschrieb das Gut Svojetín in den 1420er Jahren an Peter und Ctibor von Kačice. Ab 1437 gehörte es Ulrich von Svojetín. Dieser verkaufte das Gut 1445 an Albrecht Kolowrat-Krakowsky. Nachfolgender Besitzer war dessen Sohn Heinrich. Nach dem Tode von Heinrich Kolowrat-Krakowsky teilten seine Söhne den Besitz, Svojetín und Veclov fielen dabei Johann Kolowrat-Krakowsky zu. Dieser ließ bei Svojetín zwei Teiche anlegen. Im Jahre 1533 musste Johann Kolowrat-Krakowsky seinen Besitz wegen Überschuldung an Nikolaus Polensky auf Hořesedly abtreten. Ein Teil des Gutes war zu dieser Zeit jedoch bereits an Jaroslav Sekerka von Bezděkov verpachtet. Die unklaren Rechtsverhältnisse führten zu Streitigkeiten zwischen Polensky und Sekerka, die König Ferdinand I. schlichtete.
1538 trat Polensky seine Pfandrechte an Jan Myšek von Žlunice ab. Dieser verkaufte sie 1539 an Albrecht von Waldstein auf Pšovlky. Wenig später löste Johann Kolowrat-Krakowsky das Pfand wieder ein und verkaufte das Gut anschließend an Wenzel Hřebecký von Piber auf Kaunowa. Dieser überschrieb das Gut 1542 seiner Frau Anna von Schönfeld als Morgengabe, die das Gut ihrem Sohn Johann übereignete. Johann Hřebecký von Piber verkaufte Svojetín 1545 an Wenzel von Slowitz, der es schlecht bewirtschaftete. Dieser heiratete Anna von Schönfeld, die Witwe seines Vorgängers. Nach dem Tode Wenzels überließ sie das Gut 1557 ihrem Schwager Johann von Slowitz, der es mit seinem Gut Woleschna vereinte. 1573 erbte Johanns Sohn, Christoph von Slowitz die Güter; ihm folgte 1610 Adam von Slowitz. Nach dessen Tod fiel die Herrschaft seiner Schwester Ludmilla zu, sie hinterließ den Svojetíner Anteil ihrem Mann Johann Heinrich Zucker von Tamfeld; den Woleschnaer Anteil erhielt 1626 ihre Tochter Anna Katharina, die mit Christoph Jaroslaw Kolowrat-Krakowsky auf Šípy verheiratet war. Nachdem Johann Heinrich Zucker von Tamfeld verstorben war, fiel das Gut Svojetín Karl Chotek von Chotkow auf Bělušice zu.
Während des Dreißigjährigen Krieges folgten zahlreiche Besitzerwechsel. Nachdem Karl Chotek von Chotkow beim Einmarsch des kursächsischen Heeres auf dessen Seite übergewechselt war, bemächtigte sich Albrecht von Waldstein nach der Niederlage der Sachsen der Güter Choteks und verkaufte Svojetín an den kaiserlichen Obristen Tobias Minor. Dieser plünderte Svojetín aus, veräußerte das Gut an Rosina von Újezdeček und zog mit seinem polnischen Reiterheer wieder von dannen. Nach Wallensteins Ermordung wurde auch das Gut Svojetín konfisziert und landgerichtlich an Nikolaus Bechinie von Lazan auf Velká Černoc verkauft. 1647 erwarb die Ehefrau des Johann Hans von Nostitz auf Kaunowa, Anna Margaretha Bechinie von Lazan das Gut Svojetín. 1650 musste sie das Gut, auf dem noch eine alte Schuld Karl Choteks gegenüber Wenzel Vražda von Kunwald lastete, wegen Überschuldung an Christoph Jaroslaw Kolowrat-Krakowsky auf Woleschna abtreten. Im Jahre 1655 bestand Svojetín aus 13 Bauerngütern und sechs Chaluppen, von denen jeweils vier noch immer wüst lagen; ihre Wiederbesiedlung erfolgte später durch deutsche Siedler. 1659 erbte Christoph Jaroslaws älterer Sohn Bohuslav Oktavian das Gut Woleschna und sein jüngerer Bruder Augustin Svojetín. Mit dem Erreichen der Mündigkeit verkaufte Augustin Kolowrat-Krakowsky das Gut Svojetín 1672 an Karl Leopold Graf Caretto-Cavriani di Millesimo, dieser veräußerte Svojetín noch im selben Jahre zusammen mit Woleschna an Ludmilla Maria Zeller von Rosenthal. Damit wurde Svojetín wieder mit Woleschna vereinigt.
Nachfolgende Besitzer waren ab 1678 Matthias Leopold Rosenfeldt von Ředhošť und ab 1682 Johann Franz Freiherr von Kaiserstein, der das Gut durch seinen Sohn Helfried bewirtschaften ließ. Helfried von Kaiserstein, der die Herrschaft Woleschna 1690 von seinem Vater erbte, ließ 1691 in Svojetín eine Hopfendarre und einen herrschaftlichen Speicher errichten. Im Jahre 1701 erbte Helfrieds jüngste Tochter Marie Ludmilla, die mit Peter Ernst von Mollart verheiratet war, die Herrschaft. 1734 erbte ihr Sohn Joseph Anton von Mollart den Besitz, er verstarb jedoch noch im selben Jahr. Die Verwaltung der Herrschaft übernahm seine Witwe Maria Aloisia von Lamberg für ihren Sohn Johann Ernst. 1741 erbte Johann Ernsts Schwester Maria Anna, die mit Johann Stephan Graf Meraviglia-Crivelli verheiratet war, den Besitz. Im Jahre 1757 bestand Swojetin aus 15 Anwesen. 1776 wurde im Haus Nr. 46 eine deutsche Schule eingerichtet. Im selben Jahre erbte Maria Annas Witwer Johann Stephan Graf Meraviglia die Herrschaft Woleschna, drei Jahre später folgte sein Sohn Anton Graf Meraviglia-Crivelli. Dieser verpachtete die Herrschaft für zwölf Jahre an seine Frau, Eleonora geborene Gräfin von Traun, die die Herrschaft 1808 auch erbte. Ihr Sohn Anton Graf Meraviglia-Crivelli, der die Herrschaft 1818 geerbt hatte, verkaufte sie 1836 für 220.000 Gulden sowie 500 Dukaten Schlüsselgeld an Karl Egon II. zu Fürstenberg, der Woleschna seinen vereinigten Herrschaften und Gütern Pürglitz, Kruschowitz, Nischburg, Wschetat, Skřiwan und Podmokl zuschlug.
Im Jahre 1843 bestand Swojetin aus 64 Häusern mit 455 deutschsprachigen Einwohnern. Im Ort gab es die öffentliche Kapelle des hl. Johannes von Nepomuk, eine unter dem Patronat der Obrigkeit stehende Schule, einen Meierhof, Hopfengärten und ein Kohlebergwerk. Pfarrort war Herrndorf. Das Swojetiner Revier, eines der beiden Forstreviere der Herrschaft Woleschna, umfasste eine vorwiegend mit Kiefern bestandene Waldfläche von 262 Joch 42 Quadratklafter, die zusammen mit den 24 weiteren Revieren der vereinigten Herrschaften und Güter vom Fürstlichen Forstamt Pürglitz bewirtschaftet wurde. 1847 wurde ein eigenes Schulhaus errichtet. Bis zur Mitte des 19. Jahrhunderts blieb Swojetin dem an die Herrschaft Pürglitz angeschlossenen landtäfligen Allodialgut Woleschna untertänig.
Nach der Aufhebung der Patrimonialherrschaften bildete Swojetin / Svojetín ab 1850 mit den Ortsteilen Johannesthal / Janové Údolí und Povlčín / Pawltschin eine Gemeinde im Bezirk und Gerichtsbezirk Rakonitz. Nach dem Tode des Karl Egon II. zu Fürstenberg erbte 1854 dessen zweitgeborener Sohn Max Egon I. die Pürglitzer Güter. In der zweiten Hälfte des 19. Jahrhunderts erfolgte ein starker Zuzug von tschechischsprachiger Bevölkerung. 1879 wurde ein Schulhaus errichtet. Bis zur Mitte des 19. Jahrhunderts blieb der zweiklassige Schulunterricht aufgenommen. Im Jahre 1880 lebten in der Gemeinde 518 Deutschböhmen und 402 Tschechen. Nachdem zuvor die Beerdigungen in Wetzlau erfolgten, ließ die Gemeinde Swojetin 1888 einen eigenen Friedhof anlegen. Das Schulhaus wurde 1892 aufgestockt, dabei wurden zwei weitere Klassenräume, ein Turnraum für den Winter sowie Wohnungen für das Schulpersonal geschaffen. Im Jahre 1918 verkaufte die Familie Fürstenberg das Schloss und Gut Woleschna an die Stadt Rakovník. 1919 wurde die Gendarmeriestation Swojetin eingerichtet. Nachdem beim Zensus von 1919 in der Gemeinde 61 tschechische Kinder erfasst worden waren, wurde im September 1919 in Swojetin eine tschechische Schule eingerichtet, der Unterricht erfolgte zunächst in einem Klassenraum der deutschen Schule. Im Jahre 1921 lebten in der Gemeinde Swojetin 552 Tschechen und 482 Deutschböhmen. 1925 wurde das neuerrichtete Schulhaus der tschechischen Schule eingeweiht; neben Unterrichtsräumen für zwei Klassen mit insgesamt 44 Schülern fand in dem Gebäude auch ein tschechischer Kindergarten sein Domizil. Ebenfalls im Jahre 1925 entstand ein Dampfsägewerk. 1929 veräußerte die Familie Fürstenberg das gesamte Gut Svojetín an den tschechoslowakischen Staat, der eine Vorkaufsoption am Svojetíner Wald besaß. 1930 lebten in Swojetin einschließlich Johannesthal und Povlčín 1083 Personen, im Jahre 1932 waren es 1039. Nach dem Münchner Abkommen wurde Swojetin einschließlich Johannesthal 1938 dem Deutschen Reich zugeschlagen, der rein tschechischsprachige Ortsteil Povlčín verblieb bei der „Resttschechei“ und wurde an Milostín angegliedert. Im Jahre 1939 hatte die Gemeinde 824 Einwohner. Bis zum Ende des Zweiten Weltkrieges gehörte die Gemeinde zum Landkreis Saaz. Nach dem Ende des Krieges kam Svojetín zur Tschechoslowakei zurück und wurde wieder dem Okres Rakovník zugeordnet; der größte Teil der deutschen Bevölkerung wurde vertrieben. Die Grundstücke der Vertriebenen wurden Tschechen aus dem Landesinnern und Repatrianten aus Wolhynien überlassen. Janov löste sich am 12. August 1950 los und bildete eine eigene Gemeinde. Im Jahre 1961 wurde Veclov eingemeindet. Im Jahre 1965 hatte die Gemeinde 415 Einwohner, 1999 waren es nur noch 307. Svojetín ist ein traditioneller Hopfenbauort.

## Gemeindegliederung
Die Gemeinde Svojetín besteht aus den Ortsteilen Svojetín (Swojetin) und Veclov (Wetzlau). Das Gemeindegebiet gliedert sich in die Katastralbezirke Svojetín und Veclov u Svojetína.

## Sehenswürdigkeiten
- Kirche Allerheiligen in Veclov
- Kapelle des hl. Johannes von Nepomuk im Unterdorf von Svojetín, erbaut 1721–22 für Peter Ernst von Mollart
- Pestsäule des hl. Rochus im Oberdorf von Svojetín, sie wurde 1714 zum Dank für die Verschonung des Dorfes von der Pestepidemie errichtet.
- Kapelle an der Kehre der Straße von Svojetín nach Veclov, erbaut 1725
- Kapelle der Jungfrau Maria, nördlich des Dorfes an der rechten Seite der Straße nach Žatec, erbaut 1804 von Josef Bart aus Svojetín
- Geschützte Eiche am Gemeindeamt
- Burgstall Dub, südwestlich des Dorfes im Svojetíner Forst. Von der im 14. Jahrhundert errichteten Burganlage ist nur noch der von einem hohen Wall und Graben umgebene Burghügel erhalten.